# Dendrobium subretusum
Dendrobium subretusum är en orkidéart som beskrevs av Johannes Jacobus Smith. Dendrobium subretusum ingår i släktet Dendrobium, och familjen orkidéer. Inga underarter finns listade i Catalogue of Life.